# Шарль III де Роган
Шарль III де Роган (фр. Charles III de Rohan-Guéméné; 30 сентября 1655 — 10 октября 1727) — французский аристократ из дома де Роган. Его основным титулом был герцог де Монбазон, и до присоединения к этому титулу он был известен под другим титулом — принц де Гемене.

## Биография
Родился 30 сентября 1655 года. Старший сын Шарля де Рогана (1633—1699) и Жанны Арманды де Шомберг (1633—1706). Урождённый Шарль де Роган, его отец был принцем де Гемене и считался одним из принцев-эмигрантов при французском дворе, в силу того, что Дом Роганов утверждал, что происходит от суверенных герцогов Бретани.
Его мать была дочерью Анри де Шомберга (1575—1632), который был маршалом Франции, и Анны де Ла Гиш (? — 1663).
Он дважды женился, сначала на Мари-Анне д’Альбер (1663—1679), дочери Луи Шарля, герцога де Люина (1620—1690), и Анны де Роган (1640—1684). Её сводной сестрой была Жанна Батиста д’Альбер де Люин (1670—1736), любовница Виктора Амадея II, герцога Савойского. Она была внучкой Марии де Роган, знаменитой герцогини де Шеврез. Супруги поженились 19 февраля 1678 года, детей у них не было. Мария Анна умерла в 1679 году в возрасте всего шестнадцати лет.
Затем Шарль де Роган был женат на Шарлотте Элизабет де Кошефиле (1657—1719), дочери Шарля де Кочефиле, графа де Вовино (1657—1719), до замужества называвшейся мадемуазель де Вовине, 30 ноября 1679 года, всего через девять месяцев после смерти Марии Анны. У пары было четырнадцать детей.
Он носил вспомогательные титулы графа Сен-Мора, Ла-Э и Ла-Нуатр.
Он умер в замке Рошфор-ан-Бос в возрасте семидесяти двух лет. Ему наследовал его старший сын. Его третий сын был основателем рода Рошфоров из дома Роганов. Его потомки по мужской линии в настоящее время живут в Австрии, бежав из Франции во время Французской революции.

## Дети
- Шарлотта де Роган (20 декабря 1680 — 20 сентября 1733), вышла замуж в 1717 году за Антуана де Колена, графа де Мортань (? — 1720), затем в 1729 году за Жана де Креки, графа де Канапль.
- Луи-Анри де Роган (октябрь 1681 — 22 января 1689)
- Франсуа-Арман де Роган-Гемене (4 декабря 1682 — 26 июня 1717), принц де Монбазон. Бригадир, он женился в 1698 году на Луизе-Жюли[1], дочери Годфруа-Мориса де ла Тур д’Овернь, герцога Буйонского.
- Анн-Тереза де Роган (1684—1738), настоятельница аббатства Нотр-Дам-де-Жуар.
- Луи-Анри де Роган (1686—1748), граф Рошфор-ан-Ивелин.
- Мадемуазель де Рошфор, родилась 19 ноября 1687 года
- Эркюль Мериадек де Роан-Гемене (13 ноября 1688 — 21 декабря 1757), женился на Луизе Габриэле Жюли де Роган (1704—1780)[2]. Их старший сын Эркюль Мериадек де Роган-Гемене, женился на Мари-Луизе де ла Тур д’Овернь. В XVIII веке союзы между домами де Роган и Ла-Тур-Д’Овернь продолжаются с Анной Мари Луизой де ла-Тур-Д’Овернь и Шарлем де Роган-Субизом.
- Мари-Анн де Роган (1690—1743), настоятельница Пентемона.
- Анна де Роган (1690—1715), монахиня.
- Елизавета де Роган (1691—1753), настоятельница аббатства покоя Нотр-Дам де Маркетт.
- Шарль де Роган, принц Рошфор (7 августа 1693 — 25 февраля 1763).
- Арман Жюль де Роган-Гемене (10 февраля 1695 — 28 августа 1762), аббат дю Гар и аббат де Горзе, затем архиепископ Реймса и пэр Франции (1671—1710).
- Шарлотта-Жюли де Роган (1696—1756), монахиня.
- Луи Константин де Роган (24 марта 1697 — 11 марта 1779), кардинал-епископ Страсбургский (1757—1779).